# Copiopteryx inversa
Copiopteryx inversa is een vlinder uit de familie van de nachtpauwogen (Saturniidae). De wetenschappelijke naam van de soort is, als Dryocampa inversa, voor het eerst geldig gepubliceerd in 1911 door Giacomelli.